# Забелски рид
Забелски рид е напречен планински праг в Средногорско-Подбалканската област в Софийска област, между Софийската и Бурелската котловина.
Планинският праг Забелски рид се издига между Софийската котловина на изток и Бурелската котловина на запад, като свързва планината Чепън и рида Три уши на Стара планина с планината Вискяр. Простира се от север-северозапад на юг-югоизток на около 10 km, а ширината му е до 2 km. Ридът е вододел между водосборните басейни на реките Нишава и Искър, съответно Габерска река и Сливнишка река.
Има широко и плоско било с полегати склонове и е изграден от горнокредни пирокластични скали. Силно обезлесен и подложен на ерозия.
В северната му част, на седловините които го свързват с планината Чепън и рида Три уши е разположен град Драгоман. По западния му склон са разположени селата Бахалин, Драготинци, Повалиръж и Чуковезер, а по източния – Бърложница и Извор.
През седловините, които го свързват с планината Чепън и рида Три уши, в района на град Драгоман преминава участък от първокласен път от Държавната пътна мрежа ГКПП „Калотина“ – София – Пловдив – ГКПП „Капитан Андреево“, а успоредно на него и участък от трасето на жп линията Белград – София – Истанбул.

## Топографска карта
- Лист от карта K-34-46. Мащаб: 1 : 100 000.